# La Part du diable
La Part du diable és una òpera còmica en tres actes de Daniel Auber amb llibret d'Eugène Scribe, estrenada a l'Opéra-Comique de París el 16 de gener de 1843. Està lliurement inspirada en un fet de la vida del cantant napolità Farinelli (Carlo Broschi).

## Context
L'acció es desenvolupa a la cort espanyola del segle xviii. El veritable Carlo Broschi, dit Farinelli, va arribar a Espanya el 1737, contractat com a musicoterapeuta en el rei Felip V, el rei predecessor i pare de Ferran VI. Scribe trasllada l'arribada de Farinelli a l'època del fill, qui va començar el seu regnat el 1746, quan en realitat es va produir 9 anys abans. El nom de la reina tampoc es correspon a l'esposa de Ferran VI, Maria Bàrbara de Bragança, sinó curiosament al d'una reina de Lleó i esposa del rei Alfons IX de Lleó, Teresa de Portugal, o potser al d'una infanta d'Espanya contemporània del llibretista, del mateix nom i també de la dinastia Bragança. En tot cas, la historicitat no té gens d'interès en l'obra, que es desenvolupa com una comèdia sense cap ni peus, com va reconèixer la crítica de l'època.

## Personatges
| Paper                                        | Tessitura          | Intèrprets de l'estrena (16 de gener de 1843) |
| -------------------------------------------- | ------------------ | --------------------------------------------- |
| Carlo Broschi                                | soprano (travesti) | Giovanna Rossi-Caccia                         |
| Casilda, la seva germana                     | soprano            | Anna Thillon                                  |
| Rafael d'Estuniga                            | tenor              | Gustave-Hippolyte Roger                       |
| Ferran VI d'Espanya, rei d'Espanya           | baix               | Jean-Baptiste Grard                           |
| Maria Teresa de Portugal, la reina d'Espanya | contralt           | Antoinette-Jeanne Révilly                     |
| Gil Vargas llicenciat, preceptor de Rafael   | tenor              | Edmond-Jules Delaunay-Ricquier                |
| El comte Medrano                             | baix               | Louis Palianti                                |
| Frare Antonio, Inquisidor                    | baix               | Victor                                        |

## Argument[2][3]
Castella, segle XVIII, temps del rei Ferran VI d'Espanya. El primer acte es desenvolupa a prop de Madrid, els dos següents a Aranjuez.
El ministre Carlo Broschi ha amagat la seva germana Casilda en un convent per protegir-la de les maquinacions del clergat que desitgen fer-ne un regal pel rei Ferran VI d'Espanya. Casilda està enamorada d'un cavaller desconegut, qui possiblement, segons pensa Broschi, no té bones intencions en la relació amb ella. Carlo arriba a la presència del rei, qui és posseït per la malenconia, i aconsegueix encoratjar-lo amb una cançó. Com a recompensa, és convidat a la cort, on es troba amb l'amant de la seva germana, Rafael d'Estuniga. Rafael està tan desanimat per la seva frustrada passió que es decideix a vendre la seva ànima. Carlo es presenta com a Satanàs, disposat a prestar ajuda a canvi de la meitat de les possessions de Rafael.
Casilda demana a Carlo la seva protecció: ha estat segrestada pels sacerdots i portada al rei, qui pensa que ella és un fantasma. Casilda i Rafael es troben. Rafael, que ha obtingut un càrrec gràcies a la influència de Carlo i que també ha tingut una sort poc freqüent en els jocs d'atzar, està tan segur d'una ajuda sobrenatural que no s'adona de la presència del rei, i no s'esvara fins i tot quan aquest ordena la seva mort. Carlo intenta suavitzar la situació tot dient al rei que Rafael és el marit de Casilda, però l'Inquisidor enrareix la situació, incitant al rei també contra Carlo. Carlo es veu obligat a recordar al rei que la reina encara no sospita res de la passió del rei per Casilda. Carlo, que fins ara no dubtava a reclamar el seu percentatge com a Satanàs, li diu al seu futur cunyat que canvia aquesta participació per la felicitat de Casilda.

## Estructura musical[4]
- Obertura

### Acte I
- Escena. Gil Vargas i Rafael: Tu dis, donc, Gil Vargas.
- Ària de Rafael: C'était elle qui, le jour.
- Recitatiu i ària de Carlo: Le singulier récit qu'ici je viens d'entendre... Sans amis, sans soutien.
- Romança de Casilda: Oui, davant moi droit comme une statue.
- Duo de Carlo i Casilda: Ò mon frère, ò mon seul espoir!
- Escena. Carlo, la reina i el rei: Appuyez-vous sur mon bras.
- Romança i trio. Carlo, la reina i el rei: Ferme ta paupière.
- Rafael i cor: La chasse me plait quand brillent les flambeaux.
- Cavatina i duo de Carlo i Rafael: Eh bien donne à l'enfer il faut que je m'adresse.

### Acte II
- Cor i escena. Carlo, la reina, el rei, frare Antoni i cor: Il dort, que dans un doux repos.
- Romanesca. Carlo: Qu'avez-vous Comtesse.
- Cor, Gil Vargas i Rafael: Des jours de la jeunesse.
- Cuplets. Rafael: Ò philosophe ou voyageur.
- Quartet. Carlo, Casilda, la reina i el rei: Sire, sire, justice.
- Duo de Casilda i Rafael: Après une si longue absence.
- Final. Carlo, Rafael, el rei, Gil Vargas, frare Antonio i cor: Le Roi compte sur sa sentence.

### Acte III
- Entreacte i cavatina. Carlo: Depuis longtemps est parti mon message.
- Marxa.
- Duo. Casilda i Rafael: Lui faire accroire, ah! c'est terrible.
- Final. Carlo, Casilda, la reina, Rafael, el rei, Gil Vargas, frare Antonio i cor: C'est trop d'audace et trop d'offense.